# Liste des chapelles de la Corrèze
La liste des chapelles de la Corrèze présente les chapelles de culte catholique situées sur le territoire des communes du département français de la Corrèze. Il est fait état des diverses protections dont elles peuvent bénéficier, et notamment les inscriptions et classements au titre des monuments historiques.
Toutes sont situées dans le diocèse de Tulle.

## Liste
| Chapelle                                                                   | Commune                       | Adresse | Coordonnées                      | Notice         | Protection                     | Date | Illustration                                                               |
| -------------------------------------------------------------------------- | ----------------------------- | ------- | -------------------------------- | -------------- | ------------------------------ | ---- | -------------------------------------------------------------------------- |
| Chapelle de la Roche de Vic                                                | Albussac                      |         | 45° 07′ 15″ nord, 1° 47′ 22″ est |                |                                |      | Chapelle de la Roche de Vic                                                |
| Chapelle Saint-Nicolas-de-Tolentine de Brochat                             | Allassac                      |         | 45° 13′ 51″ nord, 1° 29′ 07″ est |                |                                |      | Chapelle Saint-Nicolas-de-Tolentine de Brochat                             |
| Chapelle Saint-Roch de Gauch                                               | Allassac                      |         | 45° 15′ 21″ nord, 1° 29′ 43″ est |                |                                |      | Chapelle Saint-Roch de Gauch                                               |
| Chapelle Saint-Laurent de Saint-Laurent (Corrèze)                          | Allassac                      |         | 45° 13′ 37″ nord, 1° 24′ 54″ est |                |                                |      | Chapelle Saint-Laurent de Saint-Laurent (Corrèze)                          |
| Chapelle Saint-Ferréol de la Chartroulle                                   | Allassac                      |         | 45° 16′ 29″ nord, 1° 28′ 19″ est |                |                                |      | Chapelle Saint-Ferréol de la Chartroulle                                   |
| Chapelle Sainte-Marguerite d'Allassac                                      | Allassac                      |         | 45° 14′ 55″ nord, 1° 26′ 28″ est |                |                                |      | Chapelle Sainte-Marguerite d'Allassac                                      |
| Chapelle des Récollets d'Argentat                                          | Argentat-sur-Dordogne         |         | 45° 05′ 36″ nord, 1° 56′ 27″ est |                |                                |      | Image manquante Téléverser                                                 |
| Chapelle Saint-Sacerdos d'Argentat                                         | Argentat-sur-Dordogne         |         | 45° 05′ 36″ nord, 1° 56′ 27″ est |                |                                |      | Image manquante Téléverser                                                 |
| Chapelle Saint-Blaise d'Arnac-Pompadour                                    | Arnac-Pompadour               |         | 45° 05′ 36″ nord, 1° 56′ 27″ est |                |                                |      | Chapelle Saint-Blaise d'Arnac-Pompadour                                    |
| Chapelle de rite grec-melkite des Escures                                  | Aubazines                     |         | 45° 10′ 37″ nord, 1° 40′ 12″ est |                |                                |      | Chapelle de rite grec-melkite des Escures                                  |
| Chapelle de Dezéjouls                                                      | Auriac                        |         | 45° 11′ 21″ nord, 2° 06′ 48″ est |                |                                |      | Chapelle de Dezéjouls                                                      |
| Chapelle de Puy du Bassin                                                  | Auriac                        |         | 45° 11′ 02″ nord, 2° 08′ 34″ est |                |                                |      | Chapelle de Puy du Bassin                                                  |
| Chapelle Notre-Dame-de-Pitié de Coujouls                                   | Auriac                        |         | 45° 11′ 26″ nord, 2° 09′ 06″ est |                |                                |      | Image manquante Téléverser                                                 |
| Chapelle d'Ayen                                                            | Ayen                          |         | 45° 16′ 33″ nord, 1° 20′ 07″ est |                |                                |      | Chapelle d'Ayen                                                            |
| Chapelle de Vernat                                                         | Bassignac-le-Haut             |         | 45° 11′ 39″ nord, 2° 03′ 22″ est |                |                                |      | Image manquante Téléverser                                                 |
| Chapelle de Port Bas                                                       | Beaulieu-sur-Dordogne         |         | 44° 58′ 18″ nord, 1° 50′ 37″ est |                |                                |      | Image manquante Téléverser                                                 |
| Chapelle du Puy Grand                                                      | Beaumont                      |         | 45° 25′ 59″ nord, 1° 46′ 05″ est |                |                                |      | Image manquante Téléverser                                                 |
| Chapelle de Moulin de Cors                                                 | Beynat                        |         | 45° 06′ 49″ nord, 1° 45′ 25″ est |                |                                |      | Image manquante Téléverser                                                 |
| Chapelle de la chartreuse du Glandier                                      | Beyssac                       |         | 45° 21′ 56″ nord, 1° 26′ 56″ est |                |                                |      | Chapelle de la chartreuse du Glandier                                      |
| Chapelle Saint-Roch de la chartreuse du Glandier de Beyssac                | Beyssac                       |         | 45° 21′ 53″ nord, 1° 26′ 57″ est |                |                                |      | Image manquante Téléverser                                                 |
| Chapelle du couvent de Bort-les-Orgues                                     | Bort-les-Orgues               |         | 45° 24′ 00″ nord, 2° 29′ 45″ est |                |                                |      | Image manquante Téléverser                                                 |
| Chapelle du château de la Choisne                                          | Brignac-la-Plaine             |         | 45° 11′ 03″ nord, 1° 21′ 08″ est |                |                                |      | Chapelle du château de la Choisne                                          |
| Chapelle Saint-Libéral de Brive-la-Gaillarde                               | Brive-la-Gaillarde            |         | 45° 09′ 37″ nord, 1° 31′ 56″ est | « PA00099688 » | Inscrit MH                     | 1971 | Chapelle Saint-Libéral de Brive-la-Gaillarde                               |
| Chapelle de l'école Bossuet de Brive-la-Gaillarde                          | Brive-la-Gaillarde            |         | 45° 09′ 30″ nord, 1° 31′ 21″ est |                |                                |      | Image manquante Téléverser                                                 |
| Chapelle de l'école de la Salle de Brive-la-Gaillarde                      | Brive-la-Gaillarde            |         | 45° 09′ 28″ nord, 1° 32′ 16″ est |                |                                |      | Image manquante Téléverser                                                 |
| Chapelle de l'école Jeanne-d'Arc de Brive-la-Gaillarde                     | Brive-la-Gaillarde            |         | 45° 09′ 19″ nord, 1° 31′ 56″ est |                |                                |      | Image manquante Téléverser                                                 |
| Chapelle de l'orphelinat Dumyrat de Brive-la-Gaillarde                     | Brive-la-Gaillarde            |         | à géolocaliser                   |                |                                |      | Image manquante Téléverser                                                 |
| Chapelle du collège des Doctrinaires de Brive-la-Gaillarde                 | Brive-la-Gaillarde            |         | 45° 09′ 34″ nord, 1° 32′ 04″ est |                |                                |      | Chapelle du collège des Doctrinaires de Brive-la-Gaillarde                 |
| Chapelle Notre-Dame-de-la-Paix de Marcillac                                | Brive-la-Gaillarde            |         | à géolocaliser                   |                |                                |      | Image manquante Téléverser                                                 |
| Chapelle miraculeuse Notre-Dame de Belpeuch                                | Camps-Saint-Mathurin-Léobazel |         | 44° 58′ 42″ nord, 1° 56′ 14″ est |                |                                |      | Image manquante Téléverser                                                 |
| Chapelle Saint-Dulcet de Tralourieux                                       | Chamberet                     |         | 45° 34′ 30″ nord, 1° 41′ 53″ est |                |                                |      | Image manquante Téléverser                                                 |
| Chapelle Saint-Nicolas du Mont-Cé                                          | Chamberet                     |         | 45° 37′ 30″ nord, 1° 45′ 03″ est |                |                                |      | Image manquante Téléverser                                                 |
| Chapelle de Puy Saint-Damien de Mons                                       | Chamboulive                   |         | 45° 26′ 05″ nord, 1° 42′ 50″ est |                |                                |      | Image manquante Téléverser                                                 |
| Chapelle Saint-Léger de Miginiac                                           | Champagnac-la-Noaille         |         | 45° 18′ 25″ nord, 1° 57′ 28″ est |                |                                |      | Image manquante Téléverser                                                 |
| Chapelle de Chavanac                                                       | Chavanac                      |         | 45° 37′ 31″ nord, 2° 05′ 43″ est |                |                                |      | Image manquante Téléverser                                                 |
| Chapelle de la Décollation-de-Saint-Jean-Baptiste de Mascheix              | Chenailler-Mascheix           |         | 45° 04′ 09″ nord, 1° 48′ 12″ est |                |                                |      | Image manquante Téléverser                                                 |
| Chapelle des Pénitents noirs de Collonges-la-Rouge                         | Collonges-la-Rouge            |         | 45° 03′ 38″ nord, 1° 39′ 17″ est |                |                                |      | Chapelle des Pénitents noirs de Collonges-la-Rouge                         |
| Chapelle Notre-Dame de Combressol                                          | Combressol                    |         | 45° 28′ 34″ nord, 2° 10′ 53″ est |                |                                |      | Image manquante Téléverser                                                 |
| Chapelle des Manants, église paroissiale de Port-Dieu                      | Confolent-Port-Dieu           |         | 45° 31′ 15″ nord, 2° 30′ 55″ est |                |                                |      | Chapelle des Manants, église paroissiale de Port-Dieu                      |
| Chapelle Saint-Martin de Port-Dieu                                         | Confolent-Port-Dieu           |         | 45° 31′ 16″ nord, 2° 30′ 32″ est |                |                                |      | Image manquante Téléverser                                                 |
| Chapelle de Cornil                                                         | Cornil                        |         | 45° 12′ 23″ nord, 1° 41′ 25″ est |                |                                |      | Image manquante Téléverser                                                 |
| Chapelle des Pénitents blancs de Corrèze                                   | Corrèze                       |         | 45° 22′ 25″ nord, 1° 52′ 29″ est | « PA00099748 » | Inscrit MH                     | 1988 | Chapelle des Pénitents blancs de Corrèze                                   |
| Chapelle Notre-Dame dite du Pont du Salut de Corrèze                       | Corrèze                       |         | 45° 22′ 24″ nord, 1° 52′ 50″ est |                |                                |      | Chapelle Notre-Dame dite du Pont du Salut de Corrèze                       |
| Chapelle de Cosnac                                                         | Cosnac                        |         | 45° 08′ 11″ nord, 1° 35′ 10″ est |                |                                |      | Chapelle de Cosnac                                                         |
| Chapelle Notre-Dame de Davignac                                            | Davignac                      |         | 45° 29′ 01″ nord, 2° 05′ 32″ est |                |                                |      | Image manquante Téléverser                                                 |
| Chapelle des Pénitents de Donzenac                                         | Donzenac                      |         | 45° 13′ 33″ nord, 1° 31′ 28″ est | « PA00099765 » | Inscrit MH                     | 1967 | Chapelle des Pénitents de Donzenac                                         |
| Chapelle Saint-Michel de Donzenac                                          | Donzenac                      |         | 45° 13′ 32″ nord, 1° 31′ 28″ est |                |                                |      | Image manquante Téléverser                                                 |
| Chapelle des Pénitents blancs d'Égletons                                   | Égletons                      |         | à géolocaliser                   |                |                                |      | Chapelle des Pénitents blancs d'Égletons                                   |
| Chapelle Sainte-Marguerite de Nirige                                       | Espagnac                      |         | 45° 15′ 52″ nord, 1° 55′ 11″ est |                |                                |      | Image manquante Téléverser                                                 |
| Chapelle Notre-Dame d'Eygurande                                            | Eygurande                     |         | 45° 39′ 45″ nord, 2° 27′ 03″ est |                |                                |      | Image manquante Téléverser                                                 |
| Chapelle Notre-Dame-du-Rosaire, des Pénitents blancs de Gimel-les-Cascades | Gimel-les-Cascades            |         | 45° 18′ 00″ nord, 1° 51′ 02″ est |                |                                |      | Chapelle Notre-Dame-du-Rosaire, des Pénitents blancs de Gimel-les-Cascades |
| Chapelle Saint-Pierre-le-Pêcheur du Teulet                                 | Goulles                       |         | 44° 59′ 47″ nord, 2° 07′ 58″ est |                |                                |      | Image manquante Téléverser                                                 |
| Chapelle Sainte-Madeleine de Clédat                                        | Grandsaigne                   |         | 45° 30′ 10″ nord, 1° 57′ 33″ est |                |                                |      | Chapelle Sainte-Madeleine de Clédat                                        |
| Chapelle Notre-Dame-de-Nazareth de Jugeals-Nazareth                        | Jugeals-Nazareth              |         | 45° 04′ 51″ nord, 1° 33′ 34″ est |                |                                |      | Chapelle Notre-Dame-de-Nazareth de Jugeals-Nazareth                        |
| Chapelle de Ginès                                                          | La Chapelle-aux-Saints        |         | 44° 58′ 46″ nord, 1° 43′ 03″ est |                |                                |      | Image manquante Téléverser                                                 |
| Chapelle de la Faye                                                        | Lamongerie                    |         | 45° 32′ 26″ nord, 1° 36′ 28″ est |                |                                |      | Image manquante Téléverser                                                 |
| Chapelle du Poteau du Gay                                                  | Laval-sur-Luzège              |         | 45° 16′ 00″ nord, 2° 08′ 05″ est |                |                                |      | Image manquante Téléverser                                                 |
| Chapelle Saint-Simon de l'Herbeil                                          | Laval-sur-Luzège              |         | 45° 14′ 32″ nord, 2° 07′ 55″ est |                |                                |      | Image manquante Téléverser                                                 |
| Chapelle Notre-Dame du Chatenet                                            | Le Lonzac                     |         | 45° 28′ 29″ nord, 1° 42′ 24″ est |                |                                |      | Image manquante Téléverser                                                 |
| Chapelle Notre-Dame-de-la-Nativité de la Bussière                          | Lestards                      |         | 45° 33′ 27″ nord, 1° 51′ 36″ est |                |                                |      | Chapelle Notre-Dame-de-la-Nativité de la Bussière                          |
| Chapelle de Liginiac                                                       | Liginiac                      |         | 45° 24′ 59″ nord, 2° 19′ 54″ est |                |                                |      | Image manquante Téléverser                                                 |
| Chapelle Saint-Roch de Blavignac                                           | Lostanges                     |         | 45° 04′ 22″ nord, 1° 45′ 52″ est |                |                                |      | Image manquante Téléverser                                                 |
| Chapelle d'Anty                                                            | Lubersac                      |         | 45° 29′ 38″ nord, 1° 23′ 18″ est |                |                                |      | Chapelle d'Anty                                                            |
| Chapelle Notre-Dame du Rubeau de Lubersac                                  | Lubersac                      |         | 45° 26′ 49″ nord, 1° 24′ 08″ est |                |                                |      | Chapelle Notre-Dame du Rubeau de Lubersac                                  |
| Chapelle de la Rivière de Mansac                                           | Mansac                        |         | 45° 08′ 31″ nord, 1° 22′ 07″ est |                |                                |      | Image manquante Téléverser                                                 |
| Chapelle Saint-Marc-et-Saint-Roch de Nougein                               | Marcillac-la-Croisille        |         | 45° 13′ 31″ nord, 2° 02′ 44″ est |                |                                |      | Image manquante Téléverser                                                 |
| Chapelle Sainte-Radegonde de Sainte-Radegonde (Corrèze)                    | Meilhards                     |         | 45° 31′ 36″ nord, 1° 38′ 33″ est |                |                                |      | Image manquante Téléverser                                                 |
| Chapelle Sainte-Bernadette de Merlines                                     | Merlines                      |         | 45° 38′ 49″ nord, 2° 27′ 33″ est |                |                                |      | Image manquante Téléverser                                                 |
| Chapelle de Lestrade                                                       | Meymac                        |         | 45° 35′ 12″ nord, 2° 09′ 43″ est |                |                                |      | Image manquante Téléverser                                                 |
| Chapelle des morts du prieuré Sainte-Marie du Jassonneix                   | Meymac                        |         | 45° 33′ 06″ nord, 2° 08′ 10″ est |                |                                |      | Image manquante Téléverser                                                 |
| Chapelle du prieuré Sainte-Marie du Jassonneix                             | Meymac                        |         | 45° 33′ 08″ nord, 2° 08′ 09″ est |                |                                |      | Image manquante Téléverser                                                 |
| Chapelle du centre hospitalier psychiatrique de la Cellette                | Monestier-Merlines            |         | à géolocaliser                   |                |                                |      | Image manquante Téléverser                                                 |
| Chapelle Sainte-Marie du centre hospitalier psychiatrique de la Cellette   | Monestier-Merlines            |         | à géolocaliser                   |                |                                |      | Image manquante Téléverser                                                 |
| Chapelle de Mortegoutte                                                    | Montaignac-Saint-Hippolyte    |         | à géolocaliser                   |                |                                |      | Image manquante Téléverser                                                 |
| Chapelle Sainte-Jeanne-d'Arc de Montaignac                                 | Montaignac-Saint-Hippolyte    |         | 45° 21′ 15″ nord, 1° 58′ 50″ est |                |                                |      | Chapelle Sainte-Jeanne-d'Arc de Montaignac                                 |
| Chapelle Saint-Georges du château de Ventadour                             | Moustier-Ventadour            |         | à géolocaliser                   |                |                                |      | Image manquante Téléverser                                                 |
| Chapelle Saint-Georges de Chaunac                                          | Naves                         |         | à géolocaliser                   |                |                                |      | Image manquante Téléverser                                                 |
| Chapelle Saint-Henri de Favars                                             | Nespouls                      |         | à géolocaliser                   |                |                                |      | Image manquante Téléverser                                                 |
| Chapelle du Chambon                                                        | Neuvic                        |         | à géolocaliser                   |                |                                |      | Image manquante Téléverser                                                 |
| Chapelle Notre-Dame de Pénacorn                                            | Neuvic                        |         | à géolocaliser                   |                |                                |      | Image manquante Téléverser                                                 |
| Chapelle Saint-Roch de la Garnie                                           | Nonards                       |         | à géolocaliser                   |                |                                |      | Image manquante Téléverser                                                 |
| Chapelle du Rat                                                            | Peyrelevade                   |         | 45° 45′ 12″ nord, 2° 01′ 14″ est | « PA00099829 » | Inscrit MH                     | 1927 | Chapelle du Rat                                                            |
| Chapelle de Peyrelevade                                                    | Peyrelevade                   |         | à géolocaliser                   |                |                                |      | Image manquante Téléverser                                                 |
| Chapelle Saint-Blaise du Pradel                                            | Queyssac-les-Vignes           |         | 44° 57′ 57″ nord, 1° 45′ 49″ est |                |                                |      | Image manquante Téléverser                                                 |
| Chapelle de Reygade                                                        | Reygade                       |         | à géolocaliser                   |                |                                |      | Image manquante Téléverser                                                 |
| Chapelle Saint-Loup des Plats                                              | Saint-Clément                 |         | 45° 19′ 20″ nord, 1° 40′ 11″ est | « PA00099849 » | Inscrit MH                     | 1977 | Image manquante Téléverser                                                 |
| Chapelle Notre-Dame-d'Aubepeyres de Saint-Cyr-la-Roche                     | Saint-Cyr-la-Roche            |         | 45° 16′ 20″ nord, 1° 23′ 33″ est |                |                                |      | Chapelle Notre-Dame-d'Aubepeyres de Saint-Cyr-la-Roche                     |
| Chapelle Saint-Martial de Busséjoux                                        | Saint-Étienne-aux-Clos        |         | 45° 32′ 27″ nord, 2° 27′ 17″ est |                |                                |      | Image manquante Téléverser                                                 |
| Chapelle Sainte-Anne du château de Tours de Merle                          | Saint-Geniez-ô-Merle          |         | à géolocaliser                   |                |                                |      | Image manquante Téléverser                                                 |
| Chapelle Notre-Dame de Chabannes                                           | Saint-Hilaire-Foissac         |         | 45° 17′ 12″ nord, 2° 08′ 02″ est |                |                                |      | Image manquante Téléverser                                                 |
| Chapelle Saint-Julien de Saint-Julien-Maumont                              | Saint-Julien-Maumont          |         | 45° 01′ 57″ nord, 1° 43′ 06″ est |                |                                |      | Image manquante Téléverser                                                 |
| Chapelle Notre-Dame-de-Lourdes de Doulet                                   | Saint-Julien-aux-Bois         |         | 45° 06′ 42″ nord, 2° 06′ 49″ est |                |                                |      | Image manquante Téléverser                                                 |
| Chapelle Saint-Pierre de la Maronne de Saint-Julien-aux-Bois               | Saint-Julien-aux-Bois         |         | 45° 05′ 20″ nord, 2° 09′ 24″ est |                |                                |      | Image manquante Téléverser                                                 |
| Chapelle du Chazal                                                         | Saint-Martin-la-Méanne        |         | 45° 10′ 48″ nord, 1° 58′ 14″ est |                |                                |      | Image manquante Téléverser                                                 |
| Chapelle Notre-Dame de la Chapeloune                                       | Saint-Merd-de-Lapleau         |         | 45° 13′ 52″ nord, 2° 05′ 41″ est |                |                                |      | Image manquante Téléverser                                                 |
| Chapelle Notre-Dame de Fournol                                             | Saint-Merd-les-Oussines       |         | 45° 37′ 09″ nord, 1° 59′ 29″ est |                |                                |      | Image manquante Téléverser                                                 |
| Chapelle Sainte-Madeleine de Corbier                                       | Saint-Pardoux-Corbier         |         | 45° 28′ 53″ nord, 1° 27′ 10″ est |                |                                |      | Image manquante Téléverser                                                 |
| Chapelle du château de Pebeyre                                             | Saint-Pardoux-la-Croisille    |         | 45° 14′ 19″ nord, 1° 58′ 19″ est |                |                                |      | Image manquante Téléverser                                                 |
| Chapelle d'Artiges                                                         | Saint-Privat                  |         | à géolocaliser                   |                |                                |      | Image manquante Téléverser                                                 |
| Chapelle de Haute Brousse                                                  | Saint-Privat                  |         | à géolocaliser                   |                |                                |      | Image manquante Téléverser                                                 |
| Chapelle du château de Verneuil de Saint-Robert                            | Saint-Robert                  |         | à géolocaliser                   |                |                                |      | Image manquante Téléverser                                                 |
| Chapelle sanctuaire Saint-Sagittaire de Saint-Setiers                      | Saint-Setiers                 |         | à géolocaliser                   |                |                                |      | Chapelle sanctuaire Saint-Sagittaire de Saint-Setiers                      |
| Chapelle Saint-Roch de la Faurie                                           | Saint-Sornin-Lavolps          |         | à géolocaliser                   |                |                                |      | Image manquante Téléverser                                                 |
| Chapelle de l'Arfeuillère                                                  | Saint-Sornin-Lavolps          |         | à géolocaliser                   |                |                                |      | Image manquante Téléverser                                                 |
| Chapelle Saint-Jacques de Freyte                                           | Saint-Sornin-Lavolps          |         | à géolocaliser                   |                |                                |      | Image manquante Téléverser                                                 |
| Chapelle Saint-Roch de la Grange du Puy                                    | Saint-Ybard                   |         | à géolocaliser                   |                |                                |      | Image manquante Téléverser                                                 |
| Chapelle comtale de Sainte-Fortunade                                       | Sainte-Fortunade              |         | à géolocaliser                   |                |                                |      | Image manquante Téléverser                                                 |
| Chapelle de Chabrignac                                                     | Sainte-Fortunade              |         | à géolocaliser                   |                |                                |      | Image manquante Téléverser                                                 |
| Chapelle Notre-Dame des Métayers de Sainte-Fortunade                       | Sainte-Fortunade              |         | à géolocaliser                   |                |                                |      | Chapelle Notre-Dame des Métayers de Sainte-Fortunade                       |
| Chapelle du château de Ségur-le-Château                                    | Ségur-le-Château              |         | à géolocaliser                   |                |                                |      | Image manquante Téléverser                                                 |
| Chapelle de Glény                                                          | Servières-le-Château          |         | 45° 08′ 00″ nord, 2° 00′ 15″ est | « PA00099897 » | Classé MH                      | 1952 | Chapelle de Glény                                                          |
| Chapelle du petit séminaire de Servières-le-Château                        | Servières-le-Château          |         | à géolocaliser                   |                |                                |      | Chapelle du petit séminaire de Servières-le-Château                        |
| Chapelle Notre-Dame-du-Roc de Servières-le-Château                         | Servières-le-Château          |         | à géolocaliser                   |                |                                |      | Chapelle Notre-Dame-du-Roc de Servières-le-Château                         |
| Chapelle du château de Rochefort                                           | Sornac                        |         | à géolocaliser                   |                |                                |      | Image manquante Téléverser                                                 |
| Chapelle Sainte-Marie-Madeleine de Lamirande                               | Soursac                       |         | à géolocaliser                   |                |                                |      | Image manquante Téléverser                                                 |
| Chapelle Sainte-Marie-Madeleine de Spontour                                | Soursac                       |         | 45° 13′ 22″ nord, 2° 10′ 40″ est |                |                                |      | Image manquante Téléverser                                                 |
| Chapelle des Pénitents de Treignac                                         | Treignac                      |         | 45° 32′ 08″ nord, 1° 47′ 43″ est | « PA00099902 » | Inscrit MH                     | 1932 | Chapelle des Pénitents de Treignac                                         |
| Chapelle Notre-Dame-de-la-Paix de Treignac                                 | Treignac                      |         | 45° 32′ 14″ nord, 1° 47′ 42″ est | « PA00099907 » | Inscrit MH Façade et toiture   | 1932 | Chapelle Notre-Dame-de-la-Paix de Treignac                                 |
| Chapelle de l'institution pour les filles de Treignac                      | Treignac                      |         | à géolocaliser                   |                |                                |      | Image manquante Téléverser                                                 |
| Chapelle du collège de Treignac                                            | Treignac                      |         | à géolocaliser                   |                |                                |      | Image manquante Téléverser                                                 |
| Chapelle de l'Hôpital de Tulle                                             | Tulle                         |         | 1° 46′ 15″ nord, 45° 16′ 11″ est | « PA00099913 » | Inscrit MH                     | 1987 | Image manquante Téléverser                                                 |
| Chapelle Saint-Jacques de Tulle                                            | Tulle                         |         | 45° 15′ 50″ nord, 1° 45′ 57″ est | « PA00099914 » | Inscrit MH Façades et toitures | 1972 | Image manquante Téléverser                                                 |
| Chapelle de l'École des enfants de troupe de Tulle                         | Tulle                         |         | à géolocaliser                   |                |                                |      | Image manquante Téléverser                                                 |
| Chapelle de l'établissement scolaire Sainte-Marie-Jeanne-d'Arc de Tulle    | Tulle                         |         | à géolocaliser                   |                |                                |      | Image manquante Téléverser                                                 |
| Chapelle du cimetière du Puy-Saint-Clair                                   | Tulle                         |         | à géolocaliser                   |                |                                |      | Image manquante Téléverser                                                 |
| Chapelle Notre-Dame-de-la-Miséricorde de Tulle                             | Tulle                         |         | à géolocaliser                   |                |                                |      | Image manquante Téléverser                                                 |
| Chapelle des Capucins de Turenne                                           | Turenne                       |         | 45° 03′ 18″ nord, 1° 35′ 03″ est | « PA00099929 » | Classé MH                      | 1966 | Chapelle des Capucins de Turenne                                           |
| Chapelle de Gernes                                                         | Turenne                       |         | à géolocaliser                   |                |                                |      | Image manquante Téléverser                                                 |
| Chapelle du château de Linoire                                             | Turenne                       |         | à géolocaliser                   |                |                                |      | Image manquante Téléverser                                                 |
| Chapelle Sainte-Madeleine de Lintillac                                     | Ussac                         |         | à géolocaliser                   |                |                                |      | Image manquante Téléverser                                                 |
| Chapelle des Pénitents bleus, église cimetériale Saint-Martial d'Ussel     | Ussel                         |         | à géolocaliser                   |                |                                |      | Image manquante Téléverser                                                 |
| Chapelle Notre-Dame de la Chabanne d'Ussel                                 | Ussel                         |         | à géolocaliser                   |                |                                |      | Image manquante Téléverser                                                 |
| Chapelle de l'hospice d'Uzerche                                            | Uzerche                       |         | à géolocaliser                   |                |                                |      | Chapelle de l'hospice d'Uzerche                                            |
| Chapelle Notre-Dame-de-Becharie d'Uzerche                                  | Uzerche                       |         | à géolocaliser                   |                |                                |      | Chapelle Notre-Dame-de-Becharie d'Uzerche                                  |
| Chapelle Notre-Dame du Saillant                                            | Voutezac                      |         | 45° 16′ 38″ nord, 1° 27′ 22″ est | « PA00099959 » | Classé MH                      | 2008 | Chapelle Notre-Dame du Saillant                                            |